# Albert Theodor Erich
Albert Theodor Erich (* 20. Januar 1805 in Berlin; † 22. Dezember 1872 in Sagan) war ein preußischer Generalleutnant.

## Leben

### Herkunft
Albert Theodor war ein Sohn des Berliner Kaufmanns Adolf Friedrich Erich (1777–1816) und dessen Ehefrau Karoline Wilhelmine, geborene Schlautz.

### Militärkarriere
Erich trat am 11. August 1822 als Pionier in die Garde-Pionier-Abteilung der Preußischen Armee ein. Er absolvierte 1823/26 die Vereinigte Artillerie- und Ingenieurschule und avancierte Ende Dezember 1826 zum Sekondeleutnant. Ende März 1833 wurde er zum Fortifikationsdienst in Spandau und 1836 als Adjutant der 2. Festungs-Inspektion kommandiert. Als Premierleutnant schloss sich ab Anfang April 1843 eine Kommandierung zum Großen Generalstab an. Unter Beförderung zum Hauptmann erfolgte am 4. April 1844 seine Versetzung in den Großen Generalstab und Mitte November 1845 in den Generalstab des VI. Armee-Korps. Anlässlich der Niederschlagung des Krakauer Aufstandes wurde Erich 1846 zur Truppenabteilung des Generalleutnants von Rohr kommandiert. Anfang Mai 1849 wurde er zur Division des Generalleutnants von Holleben kommandiert und am 26. Juni 1849 unter Belassung in diesem Kommando als Major in den Generalstab des Gardekorps versetzt. Im selben Jahr nahm er an der Niederschlagung des Dresdner Maiaufstandes teil und erhielt dafür durch König Friedrich August II. das Ritterkreuz des Sächsischen Verdienstordens. Auch wurde Erich bei der Niederschlagung der Badischen Revolution eingesetzt.
Ab dem 1. Oktober 1849 versah Erich seinen Dienst im Generalstab des Gardekorps und wurde am 7. Dezember 1849 wurde er à la suite des Ingenieurkorps gestellt. Vom 30. September 1851 bis zum 30. September 1853 war er Kommandeur der Garde-Pionier-Abteilung, wurde anschließend zum Ingenieuroffizier vom Platz in Neiße ernannt und in dieser Stellung Mitte Juli 1855 zum Oberstleutnant befördert. Als solcher war Erich vom 29. Mai 1856 bis zum 5. Januar 1857 zunächst Inspekteur der 3. Festungs-Inspektion und dann der 2. Pionier-Inspektion. Am 6. Juni 1857 wurde er zum Chef des Generalstabes des VII. Armee-Korps ernannt und am 22. November 1858 zum Oberst befördert. In dieser Stellung erhielt Erich am 3. Oktober 1859 den Roten Adlerorden III. Klasse mit Schwertern am Ringe. Unter Stellung à la suite des Generalstabes der Armee wurde er am 24. Juli 1861 als Kommandeur der 13. Infanterie-Brigade nach Magdeburg versetzt, am 20. September 1861 mit dem Roten Adlerorden II. Klasse mit Eichenlaub und Schwertern am Ringe ausgezeichnet sowie anlässlich der Krönungsfeierlichkeiten von König Wilhelm I. am 18. Oktober 1861 zum Generalmajor befördert. In dieser Eigenschaft erhielt er im September den Sankt-Stanislaus-Orden I. Klasse sowie Mitte November 1864 das Kommandeurkreuz des Hausordens Albrechts des Bären. Unter Verleihung des Charakters als Generalleutnant wurde Erich am 18. Dezember 1864 mit Pension zur Disposition gestellt.
Für die Dauer der Mobilmachung anlässlich des Deutschen Krieges wurde Erich 1866 mit dem Gehalt eines Brigadekommandeurs dem General der Infanterie Vogel von Falckenstein zur Verfügung gestellt. Nach seiner Verabschiedung würdigte ihn König Wilhelm I. am 28. Mai 1867 durch die Verleihung des Kronen-Orden II. Klasse mit Stern. Er starb am 22. Dezember 1872 in Sagan und wurde dort zwei Tage später beigesetzt.
Der General von Krauseneck schrieb 1847 in seiner Beurteilung: „Allgemein wissenschaftlich, besonders für seinen Beruf sehr gründlich gebildet. Als früherer Ingenieuroffizier sehr brauchbar, durch mehrjährige Dienstleistung als Adjutant mit den Geschäften kundig. Bei Übungsreisen und bei der Ausführung anderer ihm erteilter Aufträge hat er Überblick und gutes Urteil an den Tag gelegt. Der 2. Division zur Dienstleistung bei größeren Truppenübungen zugeteilt, hat er sich durch Diensteifer und Geschick den Beifall des Divisionskommandeurs erworben. In jedem Betracht besonders durch Hingebung an den Dienst sehr achtungswert.“

### Familie
Erich heiratete am 8. Februar 1829 im Französischen Dom in Berlin Pauline Wilhelmine LeBrun (1811–1889). Aus der Ehe ging ein Sohn (* 1860) hervor, der als Sekondeleutnant und Adjutant im Magdeburgischen Dragoner-Regiment Nr. 6 diente.